# Denise Biellmann
Denise Biellmann (* 11. Dezember 1962 in Zürich) ist eine Schweizer Eiskunstläuferin, die in den 1970er/1980er-Jahren als Amateurin im Einzellauf startete. Sie ist die Weltmeisterin von 1981 und die Europameisterin von 1981. 
Mit acht Jahren gewann Denise Biellmann in Belgien ihren ersten internationalen Wettkampf, mit elf Jahren wurde sie Schweizer Juniorenmeisterin. Mit 14 Jahren belegte sie bei ihrer ersten Europameisterschaft im Kürsegment den zweiten Platz. 1979 bis 1981 wurde Biellmann Schweizer Meisterin. Ihre erste internationale Medaille gewann sie mit Bronze bei der Europameisterschaft 1979 in Zagreb hinter Anett Pötzsch und Dagmar Lurz. Bei den Olympischen Spielen 1980 in Lake Placid wurde sie, obwohl sie die Kür gewonnen hatte, Vierte. 1981 wurde dann ihr erfolgreichstes Jahr. Erst wurde sie in Innsbruck Europameisterin und dann in Hartford Weltmeisterin vor Elaine Zayak und Claudia Kristofics-Binder.
Biellmann war die erste Frau der Welt, die einen dreifachen Lutz springen konnte. Nach ihr ist ausserdem die Biellmann-Pirouette benannt. 1979 und 1981 war Biellmann Schweizer Sportlerin des Jahres. Nach dem WM-Titel 1981 wechselte sie von den Amateuren zu den Profis, sie wurde 11 mal Profiweltmeisterin.

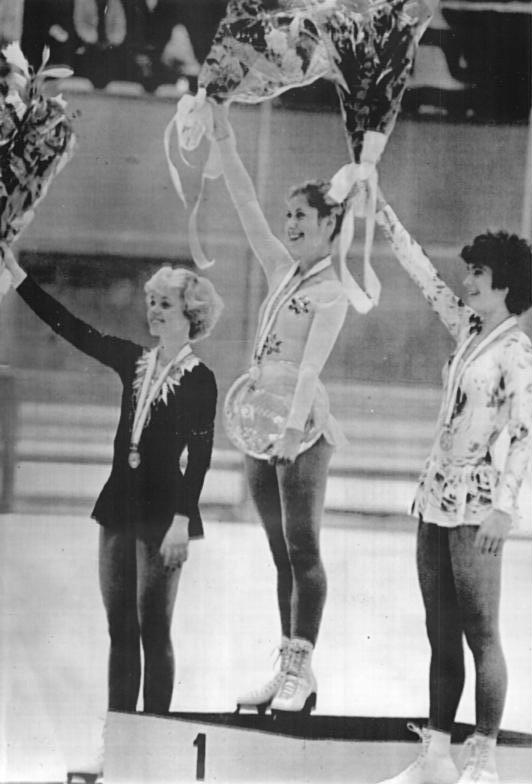
Denise Biellmann (Mitte), Katarina Witt (rechts), 1980

1981 spielte sie neben Thomas Gottschalk und Mike Krüger in der Filmkomödie Piratensender Powerplay in einer Nebenrolle mit.
Zwischen 1981 und 2011 war Biellmann mehrfach Gast der Eisshow Holiday on Ice und zwischen 1996 und 2003 der Art on Ice.
2007 trat Biellmann mit Sven Ninnemann für die Schweiz beim Eurovision Dance Contest an. Mit ihren Darbietungen des Paso Dobles und des Swings belegte das Paar den letzten Platz. Im Herbst 2006 und im Winter 2007/2008 trat Biellmann in der ProSieben-Serie Stars auf Eis auf, schied aber wegen einer Verletzung vorzeitig aus.
Seit 2012 betreut sie Nachwuchstalente, unter anderem als Coach des Schweizer Eislauf-Verbandes.
2014 wurde Denise Biellmann mit der Aufnahme in die Eiskunstlauf Hall of Fame (World Figure Skating Hall of Fame) geehrt.
2020 trat Biellmann am 13. November in der ersten Folge der Musikshow The Masked Singer Switzerland als Charakter Gams (Chamois) auf.
Auch 2024 trainiert sie gemäss eigener Aussage noch täglich auf dem Eis, unterrichtet und tritt in Shows auf.

## Ergebnisse
| Wettbewerb / Jahr         | 1975 | 1976 | 1977 | 1978 | 1979 | 1980 | 1981 |
| ------------------------- | ---- | ---- | ---- | ---- | ---- | ---- | ---- |
| Olympische Winterspiele   |      |      |      |      |      | 4.   |      |
| Weltmeisterschaften       |      | 15.  | 10.  | 5.   | 5.   | 6.   | 1.   |
| Europameisterschaften     |      |      | 6.   | 4.   | 3.   | Z    | 1.   |
| Schweizer Meisterschaften | 11.  | 3.   | 2.   | 2.   | 1.   | 1.   | 1.   |

- Z = Zurückgezogen

## Publikationen
- Denise Biellmann – Die Biografie. Cameo, Bern 2022, ISBN 978-3-03951-011-5.